# 自工程完結
自工程完結（じこうていかんけつ、JKK、英: Own Process Completion)は、トヨタの実践する生産性向上のための取り組みであり、「品質は工程で造りこむ」という理念に基づく。「仕事に携わる一人ひとりが「自」ら「工程」を「完結」させること」をいう。佐々木眞一の主導によりトヨタ社内に広まった。

## 概要
トヨタ生産方式の二本の柱は「ジャスト・イン・タイム」と「自働化」である。自工程完結は後者の「自働化」を科学的なアプローチとして徹底するために始められた。
最初はトヨタの自動車の製造部門でのみ自工程完結は行われてきたが、後にスタッフ部門でも導入された。トヨタ自動車のグループ会社では100社以上の製造現場とホワイトカラーの職場で自工程完結が導入されており、また、トヨタ以外の会社でも自工程完結を取り入れている会社がある。
自動車生産における自工程完結の3要件は設計要件（モノ）と生技要件（設備）と製造要件（人）である。
- 設計要件は、部品の機能充足があり、部品が取り付けやすい状態であることである。
- 生技要件とは、工場に量産能力があり、作業しやすい設備や工具であることである。
- 製造要件とは良い作業手順書と人の作業能力があることである[5]。

品質を保証する方法は「検査で保証する」方法（自働化）と「工程内で保証」する方法（自工程完結）がある。前者は不良品を作らないことを目指すものの不良品がでることを前提としているが、後者はそもそも不良品を作らないことを基本的な考えとする。言い換えると自工程完結は未然防止型である。自工程完結の実現には、心がけだけでなく、技術（エンジニアリング）の活用が必須である。

## 工場部門における自工程完結
トヨタの工場では完成車における水漏れの発生が問題とされていた。水漏れテストは車の完成後に行われるのが通常で、不備が発見された場合、その損害は大きいからである。一方、水漏れの原因は多岐にわたった。そこで、水漏れに関わる800工程2000以上の要素作業を洗い出し、一つずつ改善することで、水漏れの発生件数を抑えた。市場クレーム数はこの取り組みの前後で激減した。

## スタッフ部門における自工程完結
2007年、トヨタの会社方針で自工程完結はスタッフ部門へ導入が決定された。背景には、トヨタの工場はすごいと世界中が言ってくれるが、トヨタのホワイトカラーはすごいとは誰も言ってくれないのではないかという危機感があった。ホワイトカラー部門で生産部門の工程にあたるのは、「意思決定」であり、「意思決定」が積み重なってアウトプットがでてくる。よって、意思決定の精度を高めていくことが、ホワイトカラー部門における「自工程完結」だと定義された。導入への抵抗は工場部門の比ではなかったというが、結果がでるにつれ推進されていった。
ポイントは以下の通りである。
- ［ポイント１］「目的・ゴール」をはっきりさせる
- ［ポイント２］「最終的なアウトプットイメージ」を明確に描く
- ［ポイント３］「プロセス／手順」をしっかりと考え、書き出す
- ［ポイント４］次の「プロセス／手順」に進んでよいかを判断する基準を決める
- ［ポイント５］正しい結果を導き出すために「必要なもの」を抜け・漏れなく出す
- ［ポイント６］仕事を振り返り、得られた知見を伝承する

（以上の箇条書きは『現場からオフィスまで、全社で展開する トヨタの自工程完結―――リーダーになる人の仕事の進め方』より引用）
また、スタッフ部門での自工程完結によるメリットとしては、以下のものがある。
- メリット1　部分最適がなくなる
- メリット2　上司が進捗確認できるタイミングを作れる
- メリット3　上下左右のコミュニケーションが深まる
- メリット4　各部署の固有の強みを最大限に活かせる
- メリット5　部門内の情報共有が進む
- メリット6　会議が減る
- メリット7　理不尽なところが見える
- メリット8　失敗が減り、妥協がなくなる
- メリット9　生産性があがる
- メリット10　モチベーションがあがる

（以上の箇条書きは『トヨタ公式ダンドリの教科書』より引用）